# Cephalops kumaonensis
Cephalops kumaonensis är en tvåvingeart som beskrevs av Kapoor, Grewal och Sharma 1987. Cephalops kumaonensis ingår i släktet Cephalops och familjen ögonflugor. Inga underarter finns listade i Catalogue of Life.